# 佩尔珀扎克勒努瓦尔
佩尔珀扎克-勒努瓦尔（法語：Perpezac-le-Noir，法語發音：[pɛʁpəzak lə nwaʁ]）是法国科雷兹省的一个市镇，位于该省西部，属于布里夫拉盖亚尔德区。

## 地理
佩尔珀扎克-勒努瓦尔（45°19'35"N, 1°33'9"E）面积24.79 平方千米，位于法国新阿基坦大区科雷兹省，该省份为法国中南部省份，北起上维埃纳省和克勒兹省，西接多爾多涅省，南至洛特省，东临多姆山省和康塔爾省。
与佩尔珀扎克-勒努瓦尔接壤的市镇（或旧市镇、城区）包括：埃斯帕尔蒂尼亚克、埃斯蒂沃、拉格罗利耶尔、圣博内朗方捷、圣帕尔杜-洛尔蒂日耶、维茹瓦。
佩尔珀扎克-勒努瓦尔的时区为UTC+01:00、UTC+02:00（夏令时）。

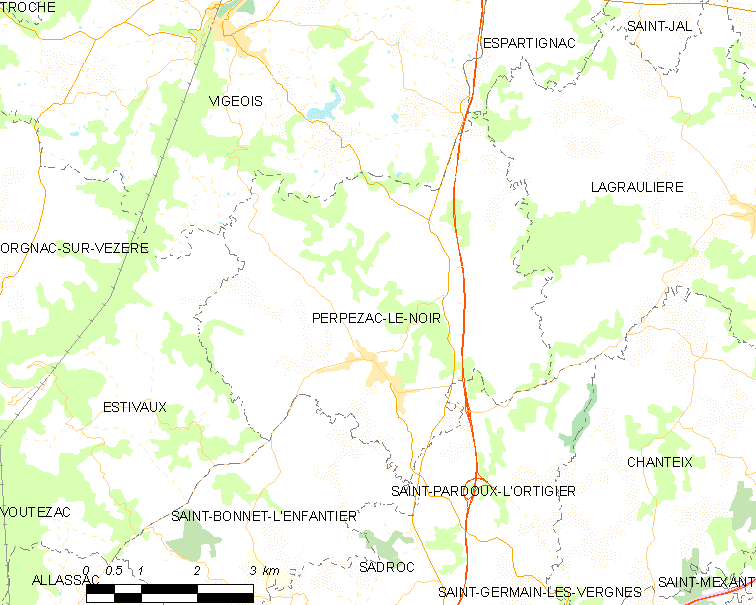
佩尔珀扎克-勒努瓦尔的OSM定位图

## 行政
佩尔珀扎克-勒努瓦尔的邮政编码为19410，INSEE市镇编码为19162。

## 政治
佩尔珀扎克-勒努瓦尔所属的省级选区为阿拉萨克县。

## 人口

1962-2008年间佩尔珀扎克-勒努瓦尔人口变化图示

佩尔珀扎克-勒努瓦尔于2022年1月1日时的人口数量为1254人。